# Oscar Wiklundh
Karl Oscar Wiklundh, född 7 juli 1899 i Trysil i Norge, död 6 oktober 1979 i Kil i Värmland, var en svensk målare och tecknare.
Han var son till skogsförvaltaren S.J. Wiklund och Karine Larsen. Han gifte sig 1961 med Hildur Kristina Johansson.
Wiklund studerade vid Figge Fredrikssons målarskola i Stockholm 1927–1929, och bedrev krokistudier vid Otte Skölds och Nils Möllerbergs målarskolor 1929–1930. Han medverkade i en utställning med De 7 i Stockholm 1928, i gruppen ingick bland annat Arne Eriksson, Jonas Fröding och Axel Nordquist, samt med Värmlands konstförenings utställningar på Värmlands Museum, och ställt ut med Norra Värmlands konstförening i Torsby samt medverkat i utställningen Väst svenska tecknare i Göteborg 1961.
Bland hans offentliga arbeten märks Hybelejens salong på Stadshotellet i Karlstad som han dekorerade tillsammans med Paul Piltz, han har utfört dekorationer för församlingshuset i Kil samt altartavlor till missionskapellen i Tolita, Glänne och Kil. Till filmen Värmländsk finnbyggd utförde han vinjetterna 1962.
Hans konst består av interiörer, landskap och porträtt han har även varit verksam som illustratör, bland annat illustrerade han Elisabet Björklunds De lustiga herrarna 1947 och han gav själv ut sagoboken Klimp och Klump, Två små troll 1946. Han har dessutom sporadiskt medverkat i tidskrifterna Kasper, Söndagsnisse-Strix, Allt för Alla, Vårt Hem, Hemmets veckotidning, Såningsmannen, Finnbygden samt ett antal jultidningar. Han använde sig av pseudonymen Olle W. Grinna.